# Albert Beckaert
Albert Beckaert (Wevelgem, 10 giugno 1910 – Courtrai, 29 maggio 1980) è stato un ciclista su strada belga, professionista dal 1935 al 1944.

## Carriera
Corridore adatto alle corse di un giorno, riuscì in carriera ad imporsi in 1 Liegi-Bastogne-Liegi, nell'edizione del 1936 e la Parigi-Bruxelles del 1934, e ottenne complessivamente 5 vittorie in carriera. Sempre nel 1936 concluse quarto la prima edizione della Freccia Vallone.

## Palmarès

### Strada
- 1936 (una vittoria)

Liegi-Bastogne-Liegi

## Piazzamenti

### Classiche monumento
- Parigi-Roubaix

1935: ritirato
- Liegi-Bastogne-Liegi

1934: 25º
1936: vincitore

### Grandi giri
- Giro d'Italia

1939: 43º